# 晋贤乡
晋贤乡，是中华人民共和国四川省广元市昭化区曾经下辖的一个乡。2019年12月，撤销晋贤乡，将原晋贤乡中山村、千秋村、保民村所属行政区域划归卫子镇管辖，将原晋贤乡熨斗村、道角村、新华村所属行政区域划归王家镇管辖。

## 行政区划
晋贤乡撤销前下辖以下地区：
保民村、道角村、中山村、千秋村、新华村和熨斗村。